# Ann Miller
Pour les articles homonymes, voir Miller.
Ann Miller /æn ˈmɪlɚ/, nom de scène de Johnnie Lucille Collier, née le 12 avril 1923 à Houston (Texas) et morte le 22 janvier 2004 à Los Angeles (Californie), est une actrice, chanteuse et danseuse américaine. Elle est connue pour sa participation à des comédies musicales hollywoodiennes des années 1940 et 50.

## Biographie
En 1936, Ann Miller est engagée comme danseuse de cabaret à San Francisco au Bal Tabarin (Bimbo's 365 club). Elle est repérée par Lucille Ball et signe un contrat avec la RKO jusqu'en 1940. Elle signe l'année suivante avec Columbia Pictures et joue dans le film Time out for rhythm. De 1941 à 1945, elle tourne dans une dizaine de comédies musicales. Elle signe ensuite avec la MGM où elle tourne en 1948 dans Parade de printemps avec Fred Astaire, Un jour à New York avec Frank Sinatra et Gene Kelly en 1949.
En 1956, elle met un terme à sa carrière sur le grand écran et se tourne vers la télévision et le théâtre. Elle joue à Broadway dans les comédies musicales Mame en 1969 et dans Sugar babies avec Mickey Rooney en 1979. Elle fait une apparition en 1982 dans trois épisodes de La croisière s'amuse avec Cab Calloway et Ethel Merman. En 1998, elle joue dans la reprise de Follies, une comédie musicale de Stephen Sondheim.
Son dernier rôle sera en 2001 dans le film Mulholland Drive de David Lynch. Celle qui fut à l'écran une danseuse de claquettes remarquée s'éteint le 22 janvier 2004.

## Filmographie
- 1935 : La Bonne Fée (The Good Fairy) de William Wyler (non créditée)
- 1937 : Pension d'artistes (Stage door) de Gregory La Cava : Annie
- 1938 : Radio City Revels de Benjamin Stoloff : Billie Shaw
- 1938 : Panique à l'hôtel (Room Service) de William A. Seiter : Hilda
- 1938 : Vous ne l'emporterez pas avec vous (You Can't Take It With You) de Frank Capra : Essie Carmichael
- 1938 : Vacances payées (Having Wonderful Time) d'Alfred Santell : Vivian
- 1940 : Too Many Girls de George Abbott : Pepe
- 1940 : Melody Ranch (en) de Joseph Santley : Julie Shelton
- 1940 : Hit Parade of 1941 de John H. Auer : Anabelle Potter
- 1941 : Go West, Young Lady de Frank R. Strayer : Lola
- 1942 : True to the Army d'Albert S. Rogell : Vicki Marlow
- 1943 : What's Buzzin', Cousin? (en) de Charles Barton : Ann Crawford
- 1943 : Reveille with Beverly de Charles Barton : Beverly
- 1944 : Jam Session de Charles Barton : Terry Baxter
- 1945 : Eadie Was a Lady  d'Arthur Dreifuss : Eadie Allen
- 1948 : Le Brigand amoureux (The Kissing Bandit) de László Benedek : une danseuse
- 1948 : Parade de printemps (Easter Parade) de Charles Walters : Nadine Hale
- 1949 : Un jour à New York (On the Town) de Stanley Donen : Claire Huddesen
- 1950 : Amour et Caméra (Watch the Birdie) de Jack Donohue : Miss Lucky Vista
- 1951 : Carnaval au Texas (Texas Carnival) de Charles Walters : Sunshine Jackson
- 1951 : Les Coulisses de Broadway (Two tickets to Broadway) de James V. Kern : Joyce Campbell
- 1952 : Les Rois de la couture (Lovely to Look At) de Mervyn LeRoy : Bubbles Cassidy
- 1953 : Embrasse-moi, chérie (Kiss Me, Kate) de George Sidney : Bianca
- 1953 : Le Joyeux Prisonnier (Small Town Girl) de Leslie Kardos : Lisa Bellmount
- 1954 : Au fond de mon cœur (Deep in My Heart) de Stanley Donen : une danseuse
- 1955 : La Fille de l'amiral (Hit the Deck) de Roy Rowland : Ginger
- 1956 : The Opposite Sex de David Miller : Gloria Dell
- 1974 : Il était une fois à Hollywood (That's Entertainement Part I) de Jack Haley Jr.
- 1976 : Hollywood, Hollywood (That's entertainement Part II)
- 1976 : Won Ton Ton, le chien qui sauva Hollywood (Won Ton Ton, the Dog Who Saved Hollywood) de Michael Winner : La fille du président
- 1994 : That's Entertainment III de Michael J. Sheridan : Elle-même
- 1994 : A Century of Cinema de Caroline Thomas : Elle-même
- 2001 : Mulholland Drive de David Lynch : Catherine « Coco » Lenoix

## Voix françaises
Toutes les voix n'ont pas encore été identifiées.
- Thérèse Rigaut dans :
  - 1948 : Parade de printemps
  - 1949 : Un jour à New York

- 1953 : Nadine Alari dans Embrasse-moi, chérie
- 2001 : Véronique Silver dans Mulholland Drive (film)

## Distinctions
- 1992 : Golden Boot Awards
- 1938 : Oscar du meilleur film pour Vous ne l'emporterez pas avec vous

## Publication
- Miller's High Life, Doubleday, 1972